# Laufey Sigurðardóttir
Laufey Sigurðardóttir (* 1963) ist eine ehemalige isländische Fußballspielerin.

## Karriere

### Vereine
Laufey gehörte bereits 18-jährig der Frauenfußballabteilung von ÍA Akranes an, für die sie bis 1985 als Stürmerin in der Pepsideild kvenna, der höchsten Spielklasse im isländischen Frauenfußball, zum Einsatz gekommen ist. Ihre Premierensaison im Seniorinnenbereich schloss sie mit ihrer Mannschaft als Zweitplatzierte ab, in der sie mit 30 Toren zudem zweitbeste Torschützin wurde; zwei Jahre später, Drittplatzierter, jedoch Torschützenkönigin mit 13 Toren. Die Spielzeiten 1984 und 1985 wurden als Isländischer Meister abgeschlossen, bevor sie während der Saison 1985/86 bei der SSG 09 Bergisch Gladbach in Erscheinung trat und Punktspiele in der Regionalliga West, der ersten verbandsübergreifenden Liga im deutschen Frauenfußball bestritten hatte. Als Dritter dieser Spielklasse qualifizierte sich ihr Verein für die Endrunde um die Deutsche Meisterschaft. Im Finale, das ihre Mannschaft am 28. Juni 1986 im heimischen Stadion An der Paffrather Straße vor 2000 Zuschauern mit 0:5 gegen den FSV Frankfurt verlor, wurde sie nicht eingesetzt. Ihr einziges Finale in Deutschland bestritt sie am 3. Mai 1986 im Olympiastadion Berlin vor 10.000 Zuschauern bei der 0:2-Niederlage gegen den TSV Siegen.
Nach Island zurückgekehrt, spielte sie 1987 und 1990 bis 1991 erneut für ÍA Akranes und wurde 1987 erneut Isländischer Meister. Die Spielzeiten 1988, 1989, 1992 und 1993 war sie für UMF Stjarnan aktiv, bevor sie nach Akranes zurückkehrte und bis zum Ende ihrer Spielerkarriere vier weitere Spielzeiten bestritt.

### Nationalmannschaft
Laufey bestritt für die A-Nationalmannschaft 18 Länderspiele und debütierte am 28. August 1982 in Tønsberg beim 2:2-Unentschieden gegen die Nationalmannschaft Norwegens im ersten Qualifikationsspiel der Gruppe 1 für die Europameisterschaft 1984. Ihren letzten Einsatz als Nationalspielerin bestritt sie am 29. September 1996 in Koblenz bei der 0:4-Niederlage gegen die Nationalmannschaft Deutschlands im Ausscheidungs-Rückspiel für die Europameisterschaft 1997; dabei wurde sie in der 60. Minute für Magnea Guðlaugsdóttir eingewechselt.

## Erfolge
- Isländischer Meister 1984, 1985, 1987
- Finalist Deutsche Meisterschaft 1986
- DFB-Pokal-Finalist 1986